# 天龍座VW
天龍座VW，又名BD+60 1743，HD 156947、SAO 17414、HR 6448，是天龍座的一颗恒星，视星等为6.32，位于銀經89.76，銀緯34.96，其B1900.0坐标为赤經17h 15m 16.6s，赤緯+60° 34.96′ 36″。